# Dora Isella Russell
Dora Isella Russell (15 de maig de 1925, Buenos Aires, Argentina - 8 de novembre de 1990) fou una poeta i periodista uruguaiana d'origen argentí.

## Biografia
El 1933 la seva família es va traslladar a la ciutat de Montevideo, on va créixer i cursar els estudis a l'Escola i Liceu Elbio Fernández, i després va estudiar literatura.
Va exercir la docència com a professora agregada. Fou col·laboradora de l'Institut Nacional d'Investigacions i Arxius Literaris. Fou deixeble i secretària de la poetessa uruguaiana Juana de Ibarbourou.
La seva activitat com a periodista va realitzar-la amb articles publicats al diari uruguaià El Día i a revistes intel·lectuals d'Amèrica, Espanya, França, Itàlia, Grècia i Egipte.

## Obres
- Sonetos (1943)
- El canto irremediable (1946)
- Oleaje (1949)
- El otro olvido (1952)
- Antología poética (1952)
- Del alba al mediodía (1954)
- Los barcos de la noche (1954)
- Tiempo y memoria (1964)
- El tiempo del regreso (1967)
- Los sonetos de Simbad (1970)
- Poemas hispanoamericanos (1977)
- Memorial para Don Bruno Mauricio de Zabala (1977)
- Los sonetos de Carass Court (1983)[4]